# Kudowa-Zdrój (stacja kolejowa)
Kudowa-Zdrój – stacja kolejowa w Kudowie-Zdroju, w powiecie kłodzkim, w województwie dolnośląskim, w Polsce. Według klasyfikacji PKP ma kategorię dworca turystycznego. Jest to stacja czołowa na linii Kłodzko Główne – Kudowa-Zdrój.

## Ruch pasażerski
| Rok  | Wymiana pasażerska na dobę |
| ---- | -------------------------- |
| 2017 | 200-299                    |
| 2022 | 300-399                    |

## Informacje ogólne
W budynku dworcowym funkcjonuje poczekalnia, działająca nastawnia obsługiwana jest przez dyżurnego ruchu. Budynek lokomotywowni pełni obecnie funkcję hurtowni budowlanej, dlatego nie popada w ruinę. Obecnie nie prowadzi się obsługi ruchu towarowego na trasie. Po bocznicach pozostały jedynie drobne ślady.

## Historia
Jedną z najważniejszych inwestycji w powiecie kłodzkim była trasa kolejowa wiodąca z Kłodzka do Kudowy-Zdroju, z możliwością przedłużenia do czeskiego Náchodu.
Prace przy budowie tej linii trwały bardzo długo (blisko 20 lat) ze względu m.in. na trudne warunki terenowe. Jako pierwszy uruchomiono odcinek do Szczytnej (1886-1890). Następnie 1 grudnia 1902 otwarto odcinek do Dusznik. Do Kudowy-Zdroju kolej dotarła 10 lipca 1905 r.
Stacja Kudowa-Zdrój według projektu oprócz funkcji związanej z obsługą ruchu pasażerskiego i towarowego, miała obsługiwać przybywające parowozy. Dlatego oprócz budynku stacyjnego z kasą i poczekalnią, magazynu towarowego i placu ładunkowego, wyposażono ją w budowle konieczne do obsługi taboru: lokomotywownia na 4 stanowiska, wieża ciśnień z żurawiem wodnym oraz basen węglowy, pozwalały one uzupełnić zapasy węgla i wody w przybyłych lokomotywach oraz dokonać koniecznych napraw.
Pierwsze zabudowania dworcowe i magazynowe okazały się zbyt małe, dlatego w 1912 roku oddano do użytku nowy duży budynek dworca, który pomieścił kasy, poczekalnię, restaurację i pomieszczenia dla pracowników kolejowych. Od stacji odchodziły dwie prywatne bocznice kolejowe, z czego jedna obsługiwała pobliskie zakłady bawełniane.
Po II wojnie światowej i przejściu ziemi kłodzkiej pod administracje polską przemianowano stację na Chudowa Zdrój, a potem na Kudowa-Zdrój. Stacja pełni swoją funkcję do dzisiaj.

## Połączenia
Od 3 marca 2010 roku pociągi przestały kursować, z uwagi na zbyt niską prędkość szklakową (20 km/h).
Zastąpiono je komunikacją autobusową. 15 grudnia 2013 zakończono remont torowiska na odcinku Duszniki-Zdrój – Kudowa i pociągi powróciły na swoją regularną trasę a prędkość szlakowa wynosi 60 km/h.

## Galeria

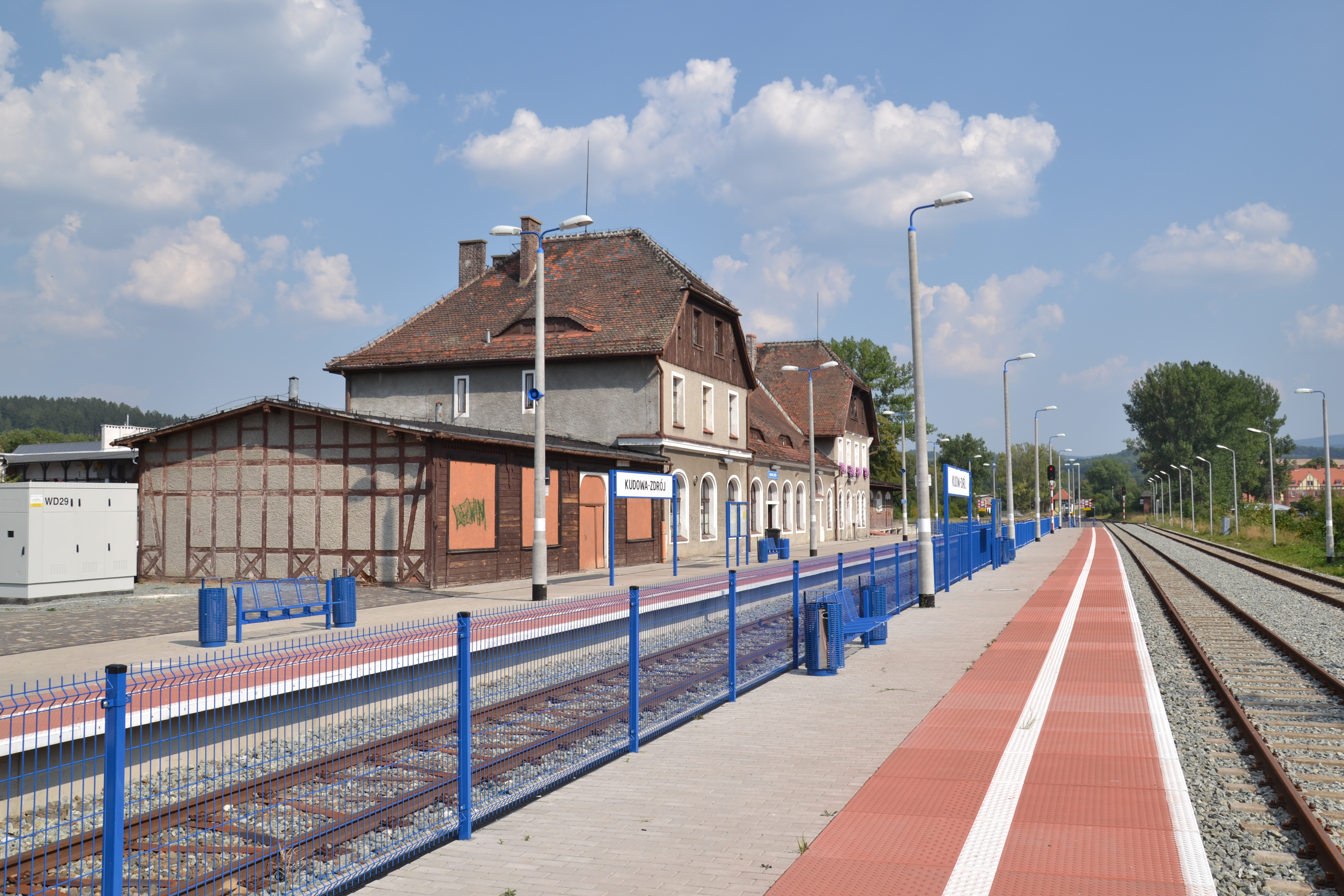
Widok na perony stacyjne
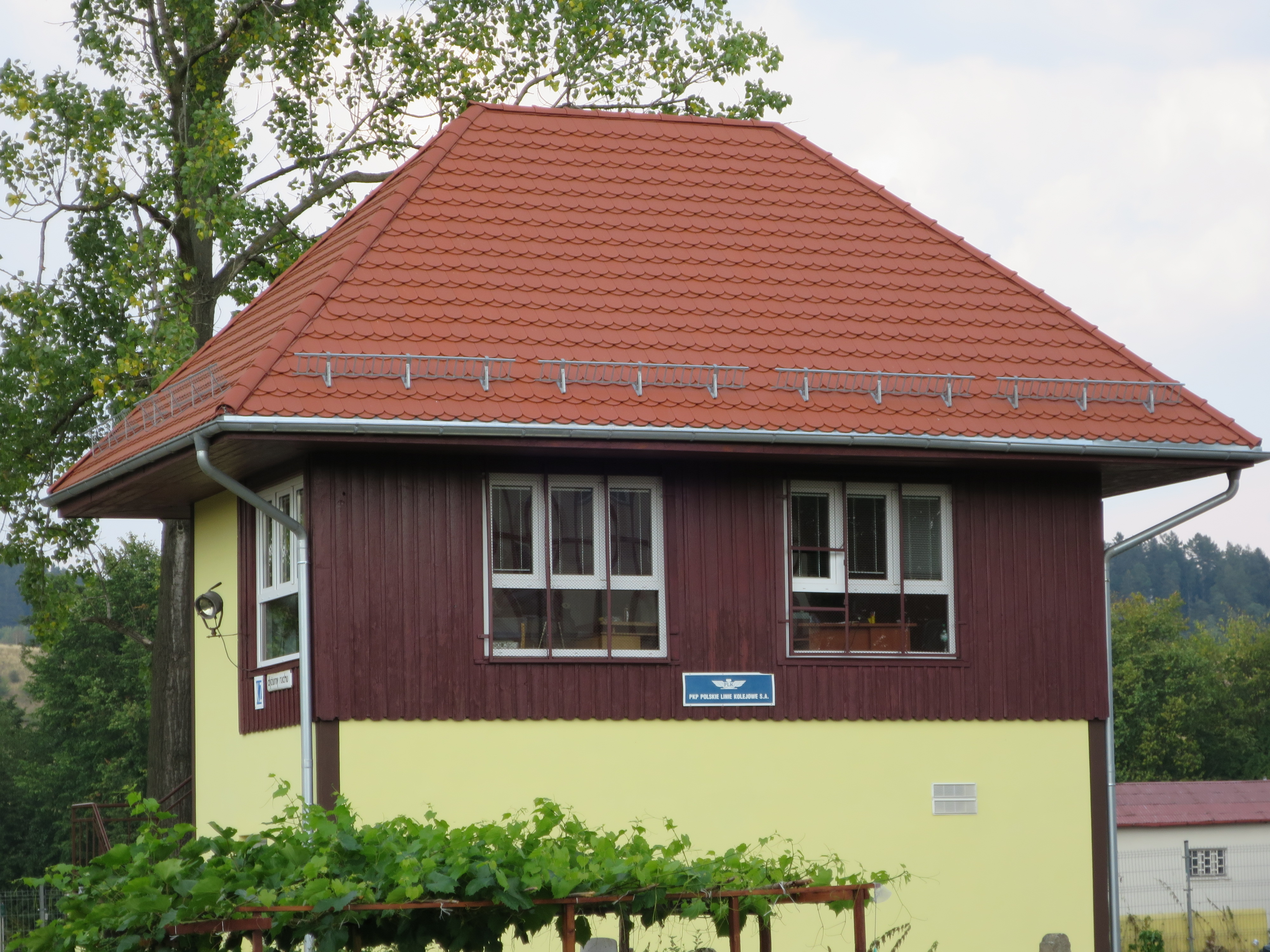
Kudowa Zdrój – nastawnia „KZ”
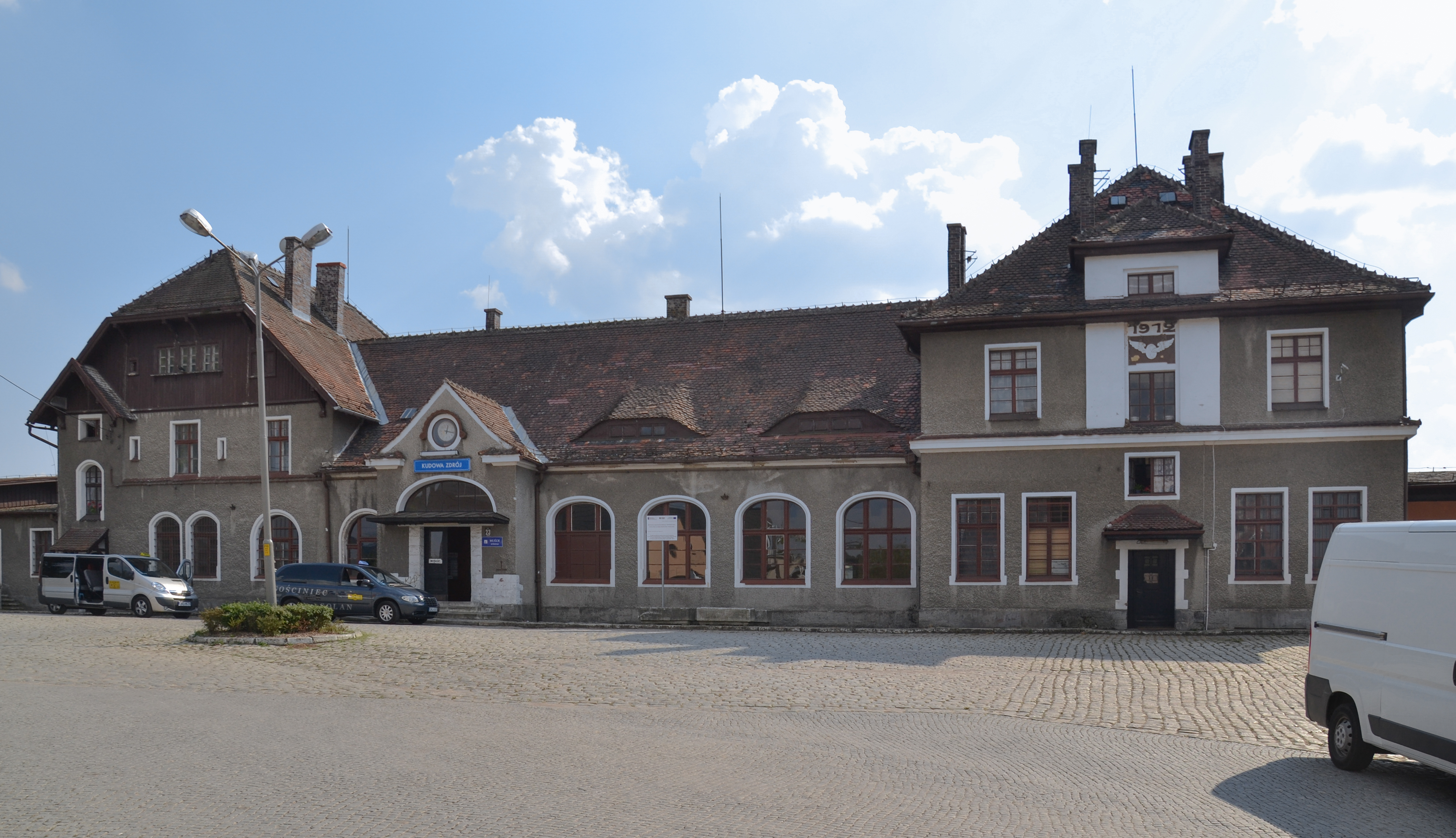
Dworzec od strony miasta